# Towy (rivière de Nouvelle-Zélande)
La rivière Towy (en anglais : Towy River) est un cours d’eau du nord de la région de Canterbury dans l’Île du Sud de la Nouvelle-Zélande.

## Géographie
Elle s’écoule généralement vers l’est à partir de son origine dans la chaîne de ‘Amuri Range’  pour atteindre la rivière  Charwell à 25 kmau nord-est de la ville de Waiau.